# Conferenza di Casablanca
La conferenza di Casablanca (nome in codice "SYMBOL") fu tenuta all'Hotel Anfa a Casablanca (Marocco), dal 14 al 24 gennaio 1943, per pianificare la strategia europea degli Alleati durante la seconda guerra mondiale. Definita anche la conferenza della resa incondizionata fu la più lunga e importante riunione militare di tutta la seconda guerra mondiale.
Furono presenti Franklin Delano Roosevelt, Winston Churchill e i generali francesi Henri Giraud e Charles de Gaulle. Essi furono successivamente raggiunti dal generale inglese Harold Alexander e da quello statunitense Dwight Eisenhower. Anche il generale De Gaulle, inizialmente restio a partecipare a questa conferenza, giunse a Casablanca, ma solo il 22 gennaio. Alla conferenza fu invitato anche il segretario generale del PCUS Iosif Stalin il quale non intervenne, ma venne tenuto al corrente delle decisioni prese. Venne aggiornato sulle decisioni anche il presidente cinese Ch'ang-Kai-Shek.
La conferenza, durante la quale sorsero forti contrasti tra i generali statunitensi e britannici riguardo alle priorità strategiche della guerra contro l'Asse, fu caratterizzata soprattutto dalla dichiarazione di Roosevelt sulla "resa incondizionata" che sarebbe stata imposta alle potenze nemiche e dalle decisioni operative prese riguardo alla guerra nel Mediterraneo e al programma di bombardamenti strategici.

## I lavori e le loro conclusioni
Gran parte del lavoro della conferenza venne svolto dai vari militari e consiglieri che accompagnavano Roosevelt e Churchill, e che si riunirono, anche più di una volta, quotidianamente, riferendo naturalmente ai capi di Stato.

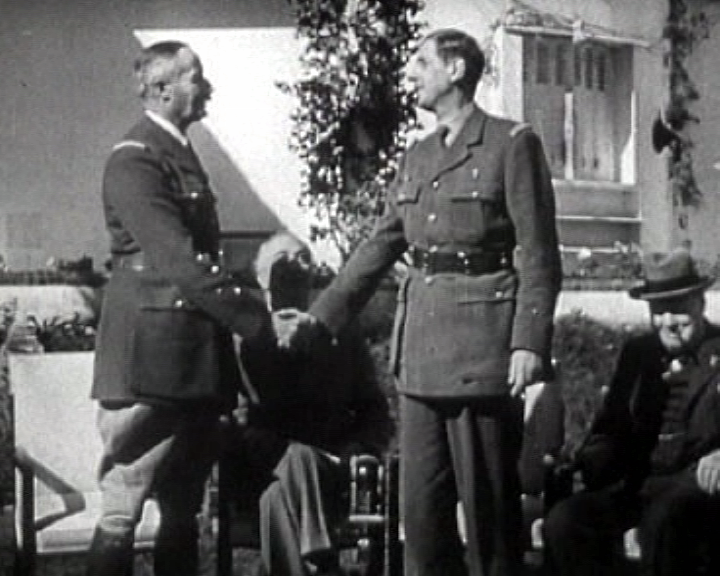
I generali De Gaulle e Giraud a Casablanca, in secondo piano Churchill e Roosevelt

Il rapporto finale, approvato dalla conferenza, prevedeva:
- la lotta fino alla totale eliminazione del nemico, degli U-Boot tedeschi[non chiaro]
- gli sforzi dell'Unione Sovietica dovevano essere sostenuti inviando a quest'ultima la maggior quantità di rifornimenti possibile secondo le condizioni dei mezzi di trasporto
- nel teatro di guerra europeo, la Germania doveva essere sconfitta entro il 1943. L'azione offensiva doveva essere così basata:
nel Mediterraneo
  - Occupazione della Sicilia, facendo di questo mare una via sicura di comunicazione per le forze alleate; ridurre la pressione delle forze tedesche sul fronte orientale; intensificare la pressione bellica alleata sull'Italia
  - Creare le condizioni per convincere la Turchia ad entrare in guerra al fianco degli Alleati
- nel Regno Unito
  - Lo sforzo maggiore possibile negli attacchi aerei contro il territorio tedesco
  - Attacchi limitati con le forze anfibie disponibili
  - Raccogliere la forza più ampia disponibile per il momento in cui il Terzo Reich risulterà sufficientemente indebolito militarmente

Fu deciso inoltre che al nemico sconfitto sarebbe stata richiesta la resa senza condizioni (sembra, a questo proposito, che Churchill si fosse speso per escludere da tale richiesta l'Italia e che lo avesse ottenuto, contro il parere di Roosevelt, ma che di tale esclusione non sia rimasta traccia nel documento finale a causa, secondo lo statista britannico, di un malinteso).
Nel teatro di guerra del Pacifico e in Estremo Oriente si sarebbe dovuto continuare ad esercitare la massima pressione bellica sul Giappone, fino ad un attacco finale risolutivo, da condursi appena fosse stata sconfitta la Germania nel 1943. Il primo sforzo da compiere sarebbe stato la riconquista della Birmania e, in sottordine, la conquista delle isole Marshall e delle Isole Caroline.
La conferenza si svolse nella massima segretezza, tanto che enorme fu lo stupore dei rappresentanti della stampa, convocati per la lettura del comunicato stampa finale, nel trovarsi di fronte quasi tutti i massimi esponenti delle potenze alleate.

## Altri partecipanti

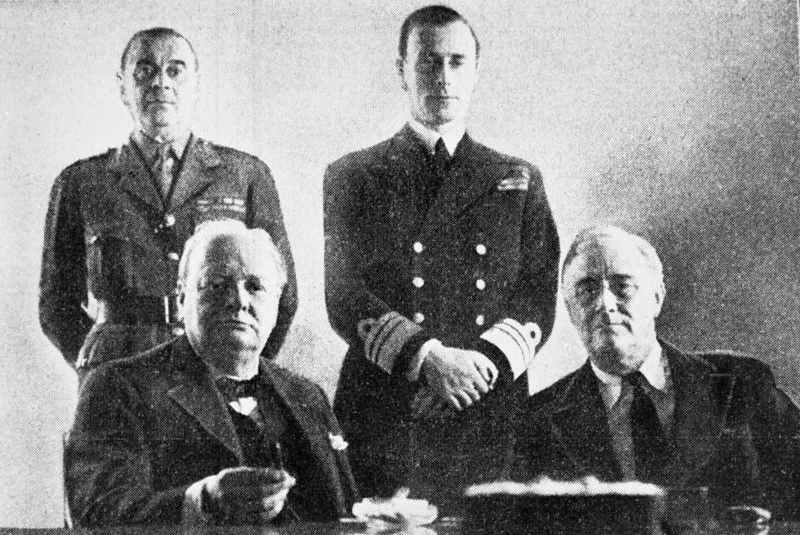
Churchill e Roosevelt a Casablanca con Lord Mountbatten (in piedi a destra) e Hastings Lionel Ismay (in piedi, a sinistra)

Insieme agli statisti, presero parte alla conferenza alcuni alti esponenti militari (o diplomatici) di Gran Bretagna e Stati Uniti (non invece del Governo francese in esilio), che svolsero in effetti gran parte del lavoro. I più importanti furono:
- In rappresentanza della Gran Bretagna:
Il generale Harold Alexander, il capo di stato maggiore della marina ammiraglio sir Dudley Pound, il generale Hastings Lionel Ismay, l'ammiraglio lord Louis Mountbatten, il capo di stato maggiore dell'aviazione, Charles Portal, il capo del consiglio dei capi di stato maggiore e capo dello stato maggiore generale imperiale Alan Brooke.
- In rappresentanza degli Stati Uniti D'America:
Il generale Dwight Eisenhower, consigliere del presidente Harry Hopkins, ammiraglio E. J. King, generale George Marshall.